# Dominator-Eiche

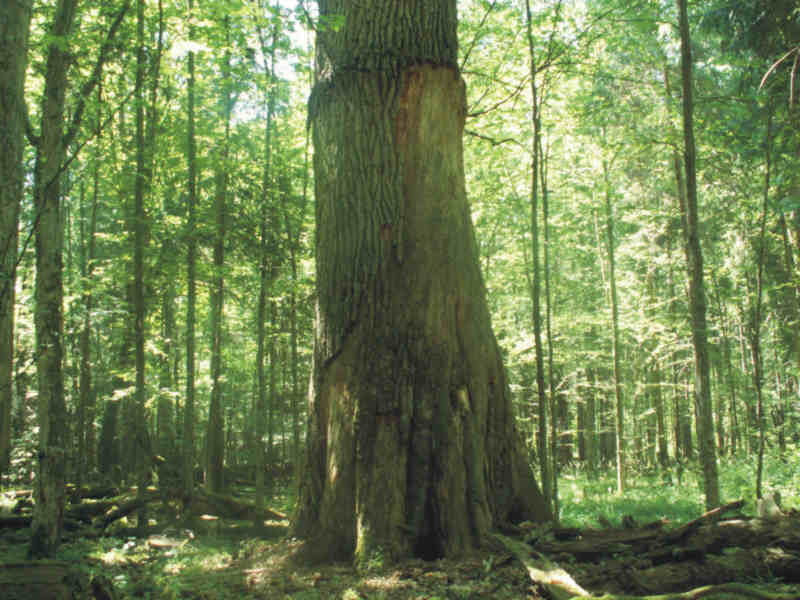
Stamm der Dominator-Eiche

Die Dominator-Eiche (polnisch: Dąb Dominator) war eine der dicksten Eichen im polnischen Teil des Białowieża-Nationalparks.
Der Standort dieser Eiche befindet sich im Sektor 640 des Nationalparks, ganz in der Nähe der Grenze zu Belarus. Der Stammumfang betrug in einer Höhe von 130 cm von der Basis 680 cm. Der Baum erreichte eine Höhe von über 36 m und starb 1992 ab. Der Stamm ist schon in einem beträchtlichen Maße ohne Rinde.
Viele Jahre lang dominierte die Eiche auf Grund ihrer Abmessungen den Südteil des Białowieża-Nationalparks. Das Alter dieser Eiche wurde auf 450 Jahre geschätzt.